# Viñedo de Alsacia
El viñedo de Alsacia (en francés, Vignoble d'Alsace) es una región vinícola de Francia que se extiende por el nordeste de Francia, coincidiendo con la región homónima. Los vinos de Alsacia tienen una fuerte influencia germánica. Junto con Austria y Alemania, produce algunos de los más destacados blancos riesling del mundo, pero en el mercado de exportación, Alsacia es quizá más conocida por los muy aromáticos vinos gewürztraminer. Debido a su influencia germánica, es la única región de Francia que produce principalmente vinos monovarietales, elaborados típicamente de uvas similares como se hace en Alemania.
En 2006, crecía la vid en 152,98 km² de 119 villas de Alsacia, y se produjeron 111,3 millones de litros de vino, correspondiendo a 148,4 millones de botellas de 750 ml, generando beneficios de 478,8 millones de euros. De la superficie de viñedo, el 78% estaba clasificado para la producción de vinos de la AOC Alsace, 4% para la AOC Alsace Grand Cru y un 18% para la AOC Crémant d'Alsace. 25% de la producción se exporta, y los cinco grandes mercados para la exportación de vinos alsacianos en cuanto a volumen siguen siendo Bélgica, Países Bajos, Alemania, Dinamarca y los Estados Unidos.

## Clima y geografía

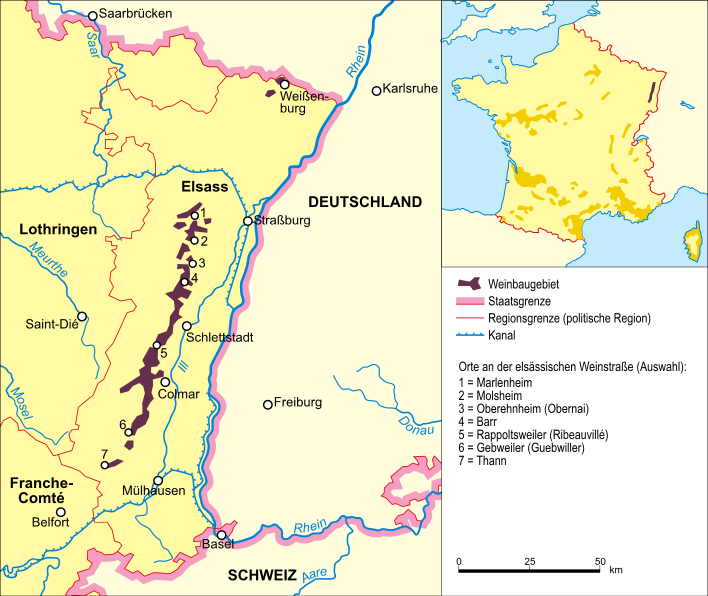
Mapa de Alsacia con la ubicación de la región vitícola y algunos pueblos marcados.

La geografía de este viñedo de Alsacia queda determinada por dos factores principales, las montañas de los Vosgos en el oeste y el río Rin en el este. Los viñedos se concentran en una estrecha franja, que corre en dirección norte-sur, en las laderas orientales de los Vosgos, a altitudes que proporcionan un buen equilibrio entre la temperatura, el drenaje y la insolación. Debido a los vientos predominantes, que vienen del Oeste, los Vosgos tienden a proteger Alsacia de la lluvia y la influencia marítima, y la región es por lo tanto bastante seca y soleada, hasta el punto de que Colmar, por ejemplo, recibe menos lluvia que cualquier otro punto de Francia, por debajo de los 500 mm. Alsacia tiene una geografía muy variada, con muchas clases diferentes de suelo representadas en sus viñedos. Se sitúan las viñas entre los 200 y los 450 m s. n. m., en las laderas de las colinas previas a los Vosgos, cuyo accidentado relieve y variados suelos provoca viñedos diferentes y que alcanzan altas cotas de calidad.
Hay una ruta de los vinos de Alsacia (Route des Vins d'Alsace) a lo largo de 170 kilómetros por carretera que recorre la gran llanura alsaciana. Fue ya descrita en mayo de 1953 y es el principal camino turístico de Estrasburgo a Colmar. Cruza las principales áreas de producción vinícola de la región. Están en dos departamentos, el del Bajo Rin y el del Alto Rin. De norte a sur, estos son los 67 municipios cruzados por la ruta:

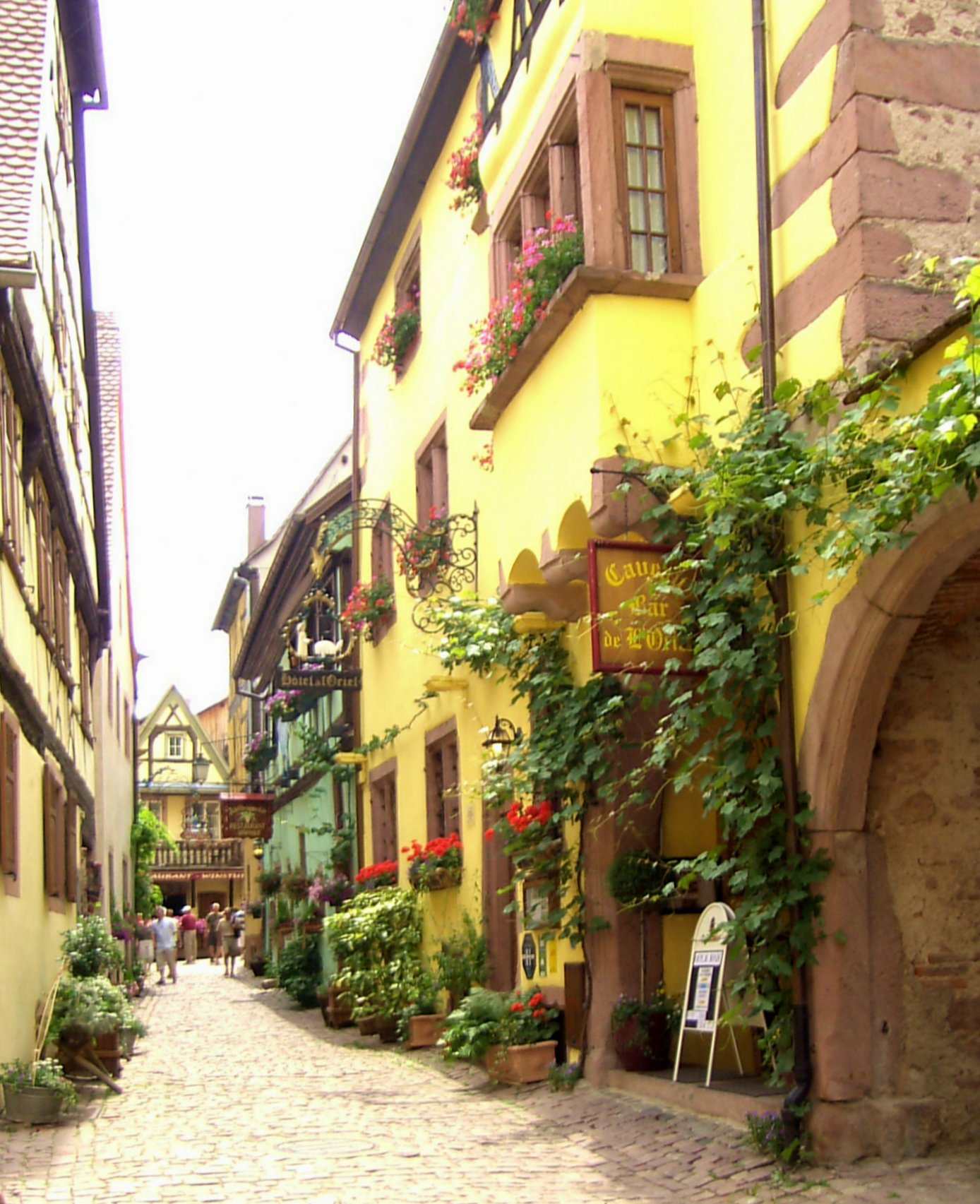
La pintoresca villa de Riquewihr es una de las paradas de la Route des Vins, considerada la ciudad más importante de esta ruta.

| - Marlenheim - Wangen - Westhoffen - Traenheim - Bergbieten - Dangolsheim - Soultz-les-Bains - Avolsheim - Molsheim - Rosheim - Boersch - Ottrott - Obernai - Bernardswiller - Heiligenstein - Barr - Mittelbergheim - Andlau - Itterswiller - Nothalten - Blienschwiller - Dambach-la-Ville | - Scherwiller - Châtenois - Kintzheim - Orschwiller - Saint-Hippolyte - Rodern - Rorschwihr - Bergheim - Ribeauvillé - Hunawihr - Zellenberg - Riquewihr - Beblenheim - Mittelwihr - Bennwihr - Sigolsheim - Kientzheim - Kaysersberg - Ammerschwihr - Ingersheim - Niedermorschwihr - Turckheim | - Colmar - Wintzenheim - Wettolsheim - Eguisheim - Husseren-les-Châteaux - Voegtlinshoffen - Obermorschwihr - Hattstatt - Gueberschwihr - Pfaffenheim - Rouffach - Westhalten - Soultzmatt - Orschwihr - Bergholtz-Zell - Bergholtz - Guebwiller - Soultz - Wuenheim - Cernay - Vieux-Thann - Thann |

## Variedades viníferas
| Variedad                                | Área 2006 (proporción) |
| --------------------------------------- | ---------------------- |
| Riesling                                | 21.9%                  |
| Pinot blanc y Auxerrois blanc           | 21.2%                  |
| Gewürztraminer                          | 18.4%                  |
| Pinot gris                              | 13.9%                  |
| Sylvaner                                | 10.4%                  |
| Pinot noir                              | 9.5%                   |
| Variedades muscat                       | 2.3%                   |
| Chasselas                               | 0.7%                   |
| Otras, incluyendo chardonnay y savagnin | 1.1%                   |
| Viñedos mixtos                          | 0.6%                   |
| Suma                                    | 15 298 hectáreas       |

A lo largo de las últimas décadas, las plantaciones de riesling, pinot gris y pinot noir se han incrementado, mientras que la uva sylvaner (en el pasado la variedad más abundante) y chasselas han decrecido.

### Blancas

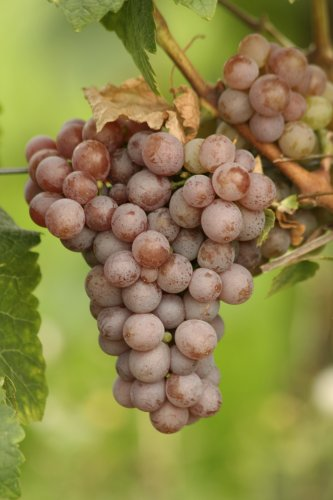
Gewürztraminer, que tiende a tener el hollejo rojo pero que se considera variedad blanca, es común en Alsacia.

Los vinos blancos usan principalmente de las castas riesling, silvaner y gewürztraminer; otras cepas blancas son muscat, pinot blanc, chasselas y pinot gris.
Durante siglos el pinot gris producido en Alsacia fue llamado «Tokay», habiendo una «AOC Tokay d'Alsace» hasta 1997, pero el «Tokay» alsaciano no se asemeja al vino húngaro del mismo nombre (el Tokaji, otra ortografía para la misma pronunciación: «tocái»). En 1997 la mención «Tokay» tuvo que dejar de aparecer sola sobre la etiqueta, desde ese año obligatoriamente debió acompañarla la mención Pinot gris. Desde el 1º de abril de 2007 los términos «Tokay» (para vinos de Francia u otros países) o Tocai (para los vinos de Italia u otros países) han dejado totalmente de tener curso legal, estando ya esos términos reservados para los vinos húngaros o eslovacos de la región vitivinícola de Tokaj-Hegyalja. En el viñedo de Alsacia los vinos y la variedad de uva anteriormente conocidos como «tokay d'Alsace» o «tokay pinot gris» pasaron en 2007 a llamarse, simplemente, «pinot gris».

### Riesling alsaciano
Las cepas de uva Riesling ocupan la mayor superficie de los cultivos de viñedo de Alsacia (23,2% de las 15 100 ha cultivadas en el 2000) y sus vinos  son destacados por su calidad, como apreciaba el Duque de Lorena ya en 1477.
La uva riesling está considerada la más noble uva blanca del mundo. La elaboración del Riesling alsaciano difiere de la sus vecinos alemanes debido en parte, a la naturaleza diferente del perfil calcáreo dominante del suelo de la Plaine d'Alsace y por una preferencia por los métodos tradicionales franceses de vinificación. El Riesling alsaciano resulta de mayor graduación (en torno a los 12º) y finura, debido a su crianza más prolongada en barril y a la práctica permitida en Francia de la Chaptalización.
Los vinos de uva Riesling de Alsacia no suelen consumirse jóvenes a diferencia de las otras variedades de la región y tienden a ser secos y de acidez nítida, lo que les confiere un gusto de cuerpo denso y largo paladar. A partir del tercer año, se abren y desarrollan aromas afrutados de mayor sutileza, pudiendo envejecer con facilidad y elevada calidad hasta los 20 años.

El Riesling es el vino de Alsacia por excelencia, la mejor de las cepas, cuyos productos claros, dorados, aristocráticos, presiden la mesa del país. El Riesling es muy fruteado; ligero e hiriente como la estocada de un acero fino: tiene centelleo. Ha de ser seco y puede tomarse con los platos más refinados. Nos agrada la fantasía del Riesling, su gracia y gentileza; como siempre lo tratamos adolescente, a veces nos engaña su fuerza. Néstor Luján.

### Otras variedades
Para el vino tinto y el rosado se suele usar la pinot noir.
La variedad Gewürtztraminer es también ampliamente cosechada en Alsacia. Muchos ampelógrafos la creen descendiente de la uva Aminea, una viña cultivada en el norte de Grecia. Sin embargo, su influencia tiene como punto de partida Italia, donde se cita por primera vez hacia el año 1000 como Traminer en torno a la localidad de Tramin o Tremeno que le ha dado nombre, en la zona del Alto Adigio.
Es una variedad tremendamente aromática, muy afrutada, con recuerdos amielados y de uva de mesa.
Es la segunda variedad en cantidad de plantación en Alsacia y la mayor parte se encuentra en el alto Rin donde se adapta particularmente bien a los suelos arcillosos que se encuentran al pie de los Vosgos.
Normalmente se fermenta seca y produce vinos dorados, de medio-gran cuerpo con encabezados aromas de lychees, pétalos de rosa y melocotón. Alcanza de modo natural niveles más altos de azúcar que el Riesling lo que le hace ideal para vinos dulces, de vendimia tardía. Estos pueden ser untuosamente dulces y exquisitos y los mejores pueden mantenerse durante décadas.

## Estilos de vino
Alsacia produce, principalmente, vinos blancos, tanto secos como dulces, y a menudo se elaboran con variedades de uva aromáticas. Gran parte de los vinos blancos de Alsacia se hacen con variedades viníferas aromáticas, así que muchos vinos alsacianos característicos son aromáticos, florales y especiados. Puesto que rara vez tienen aromas a barril de roble, tienden a tener un carácter varietalmente muy puro. Tradicionalmente, todos los vinos de Alsacia eran secos (lo que en el pasado los diferenció de los vinos alemanes que se hacían con las mismas variedades de uva), pero la ambición de producir vinos con un carácter más intenso y frutal ha llevado a algunos productores a elaborar vinos que contienen algo de azúcar residual. Puesto que no hay ninguna etiqueta oficial que diferencie completamente los vinos secos de los semisecos puede llevar a confusión al consumidor. Es más usual encontrar azúcar residual en los vinos gewürztraminer y pinot gris, que alcanzan un mayor grado de contenido de azúcar al madurar, que en el riesling, muscat o sylvaner. Normalmente hay un "estilo de la casa" en lo que se refiere al azúcar residual, esto es, algunos productores solo elaboran vinos totalmente secos, excepto en lo que se refiere a los vinos tipo estilo de postre.
En menor medida se hacen tintos pinot noir y caldos multivarietales conocidos como Edelzwicker. También hay vino espumoso tipo crémant elaborado con el método champenoise: crémant d'Alsace.

## Clasificación del vino
Un decreto regula desde el 1 de marzo de 1984, la Denominación de Origen o Appellation d'origine controllée (AOC) de los vinos de elaborados en Alsacia, que pueden seguir una de las siguientes clasificaciones:
- AOC Alsace: es la denominación más frecuente en la región y que suele a menudo estar seguida por el nombre de la variedad, como AOC Klevener de Heiligenstein, AOC Alsace Riesling, y así sucesivamente con Pinot noir, Sylvaner, Chasselas ou Gutedel, Gewurztraminer, Muscat, Pinot ou Klevener, y Pinot gris.

- AOC Alsace Grand Cru, elaborados exclusivamente en 51 viñedos delimitados llamados grand cru, esto es, grandes pagos,[3] y con uvas únicamente de las castas Riesling, Muscat (moscatel de grano menudo[3]), Gewürtztraminer o Pinot Gris.[9] Se llaman AOC gran cru Kaefferkopf y así sucesivamente con Altenberg de Bergbieten, Altenberg de Bergheim, Altenberg de Wolxheim, Brand, Bruderthal, Eichberg, Engelberg, Florimont, Frankstein, Froehn, Furstentum, Geisberg, Gloeckelberg, Goldert, Hatschbourg, Hengst, Kanzlerberg, Kastelberg, Kessler, Kirchberg de Barr, Kirchberg de Ribeauvillé, Kitterlé, Mambourg, Mandelberg, Marckrain, Moenchberg, Muenchberg, Ollwiller, Osterberg, Pfersigberg, Pfingstberg, Praelatenberg, Rangen, Rosacker, Saering, Schlossberg, Schoenenbourg, Sommerberg, Sonnenglanz, Spiegel, Sporen, Steinert, Steingrubler, Steinkoltz, Vorbourg, Wiebelsberg, Wineck-Schlossberg, Winzenberg, Zinnkoepflé, Zotzenberg

- AOC Crémant d'Alsace, vinos espumosos tipo crémant, como el cava o el champán.

- AOC Alsace edelzwiker, ensamblaje de varias variedades viníferas.

Otro decreto de diciembre de 1999, permite a los AOC Alsace y Alsace Grand Cru llevar la mención Vendanges tardives (VT) o Sélection de grains nobles (SGN) si corresponden a criterios de calidad estrictos (vendimia manual, contenido mínimo en azúcar, vinos elaborados con una sola variedad de uva). Vendange tardive significa "vendimia tardía" (lo que en alemán sería spätlese), pero en términos de la exigencia de "peso de mosto" en la uva, VT es parecido al Auslese en Alemania. Sélection de grains nobles significa "selección de bayas nobles", esto es, uvas afectadas por podredumbre noble, y es parecido al Beerenauslese alemán. Tanto VT como SGN, los vinos de Alsacia tienden a tener más alcohol, y por lo tanto ligeramente menos cantidad de azúcar que los vinos alemanes que con ellos se corresponden. Por lo tanto, riesling VT y muscat VT tienden a ser semi-dulces más que dulces, mientras que gewürztraminer y pinot gris tienden a ser más dulces a nivel VT.

## Historia
Hacia el año 58 a. C., los romanos ocuparon la orilla izquierda del Rin e introdujeron la vid. El gran momento de la viña alsaciana de la Roma clásica es el siglo III. En la Edad Media, los vinos de Alsacia, llamados "Vin d'Aussey" gozaban de reputación, exportándose en los siglos XV, XVI y XVII hasta Inglaterra, el este de Alemania e incluso Italia. Se exportaban hacia los países nórdicos a través del Rin. Se considera que la época dorada de los vinos de Alsacia fue el siglo XVI, decayendo durante la Guerra de los Treinta Años. Una importante influencia en la historia del vino de Alsacia ha sido los repetidos cambios de nacionalidad de esta región, que ha pasado de Francia a Alemania y viceversa varias veces a lo largo de la historia. En los primeros años de la historia de la industria del vino alsaciano, se comercializaban junto a otros vinos alemanes puesto que el Rin proporcionaba los medios de transporte del vino. Aún sobreviven bodegas fundadas antes de 1700.
Guerras y plagas diezmaron la viña desde el año 1870 hasta el año 1918. Alemania apoyó una política de apoyo a la cantidad en detrimento de la calidad. En gran parte de la época posterior a la Segunda Guerra Mundial, los estilos de vino en Alsacia y Alemania fueron diferenciándose, pues los vinos alsacianos permanecen plenamente fermentados, esto es, secos, en gran medida porque se pretendía marinarlos con comida. En la misma época, Alsacia ha experimentado también un impulso hacia una calidad superior, lo que llevó a que se le reconociera el estatus AOC en 1962. En décadas recientes, la diferencia entre Alsacia y Alemania ha disminuido, puesto que los vinos alemanes se han hecho más secos y más poderosos, mientras que muchos vinos alsacianos se han hecho más dulces y los vinos de cosecha tardía y estilo vino de postre han sido "redescubiertos" en Alsacia desde que las denominaciones VT y SGC se introdujeron en 1983.
Desde la Foire aux vins que se celebra en Ammerschwihr en abril hasta la Fête des vendanges de Obernai en octubre, muchas son las fiestas que se celebran en Alsacia en torno al vino. Destaca la Feria del Vino de Colmar, durante el mes de agosto, pero existen muchas otras. Entre ellas, la feria de la cofradía de San Esteban (confrérie Saint-Etienne) que data del siglo XIV y se restableció en 1947. O la que se celebra en Ribeauvillé el primer domingo de septiembre: el Pfiflertag, día de los pífanos, en la que se puede degustar gratuitamente el claro mosto en la Fuente del Vino.

## Etiqueta de vino
Alsacia es conocida por ser la única región vinícola de Francia en la que desde hace años se etiquetaba en referencia al varietal, que era una tradición alemana mucho antes de que se difundiera con los vinos del Nuevo Mundo. No obstante, bajo las normas de la denominación de origen, no todos los nombres que suenan a varietal y que aparecen en las etiquetas se corresponden a una sola variedad de uva. Solo una etiqueta varietal puede usarse en un vino, una mezcla puede no usar varias etiquetas al mismo tiempo.
| Etiqueta                                                            | Variedades permitidas (si difiere)                                                | AOC Alsace | AOC Alsace Grand Cru | VT & SGN | Comentario |
| ------------------------------------------------------------------- | --------------------------------------------------------------------------------- | ---------- | -------------------- | -------- | --- |
| Variedades nobles                                                   |                                                                                   |            |                      |          | |
| Gewurztraminer                                                      | Gewürztraminer                                                                    | X          | X                    | X        | Escrito sin umlaut en francés |
| Muscat                                                              | Muscat blanc à petit grains Muscat rose à petit grains Muscat Ottonell            | X          | X                    | X        | No permitido para el Grand Cru de Zotzenberg o Kaefferkopf. |
| Pinot gris (Tokay Pinot gris) (Tokay d'Alsace)                      |                                                                                   | X          | X                    | X        | El uso Tokay se ha eliminado en Francia y fuera de Hungría y Eslovaquia debido al derecho exclusivo de las denominaciones territoriales húngara («Tokaji») y eslovaca («Tokajské»).                    |
| Riesling                                                            |                                                                                   | X          | X                    | X        | |
| Otras etiquetas de variedad única                                   |                                                                                   |            |                      |          | |
| Chasselas Gutedel                                                   | Chasselas                                                                         | X          |                      |          | |
| Klevener de Heiligenstein                                           | Savagnin rose                                                                     | X          |                      |          | Permitida para viñedos existentes en Bourgheim, Gertwiller, Goxwiller, Heiligenstein y Obernai hasta 2021, sin que se permita replantar.                                                               |
| Pinot noir                                                          |                                                                                   | X          |                      |          | Para vinos tintos y rosados |
| Sylvaner                                                            |                                                                                   | X          |                      |          | La variedad sylvaner - pura o mezclada con gewürztraminer, pinot gris y riesling - se permite en los vinos del viñedo Grand Cru Zotzenberg en Mittelbergheim desde 2006, pero no la etiqueta varietal. |
| Etiquetas varietales que permiten ensamblaje de diversas variedades |                                                                                   |            |                      |          | |
| Edelzwicker                                                         | Cualquier variedad permitida en AOC Alsace                                        | X          |                      |          | |
| Pinot Pinot blanc Klevner                                           | Auxerrois blanc Pinot blanc Pinot gris Pinot noir, vinificada como blanc de noirs | X          |                      |          | En una etiqueta de vino de Alsacia, blanc en "Pinot blanc" se refiere al color del vino, no al nombre de la variedad.                                                                                  |
| Otras variedades que crecen en Alsacia                              |                                                                                   |            |                      |          | |
| Chardonnay                                                          |                                                                                   |            |                      |          | Permitida en Crémant d'Alsace, pero no en vinos AOC Alsace. Aun así, vino alsaciano de uva chardonnay puede solo venderse como vino de mesa                                                            |

## Productores
Entre los productores mejor conocidos se encuentran: Pierre Trimbach (en Ribeauvillé), Zind-Humbrecht (en Turckheim), Hugel et Fils (en Riquewihr), Léon Beyer (en Eguisheim), Weinbach/Colette Faller (en Kaysersberg), Josmeyer (en Wintzenheim) y Marcel Deiss (en Bergheim).
Muchas de las casas más grandes, como Hugel, venden tanto vinos de sus propios viñedos como vinos de mercado que han elaborado con uvas compradas, por ejemplo, operando como négociants. Los productores que se llaman a sí mismos "Domaine", como Zind-Humbrecht, se suponen que solo usan uvas de sus propios viñedos. Hay también varias cooperativas vinicultoras, algunas con una reputación bastante buena.